# Otwałki 2
Otwałki 2 (biał. Адвалкі 2; ros. Одвалки 2) – wieś na Białorusi, w obwodzie witebskim, w rejonie głębockim, w sielsowiecie Hołubicze.
Dawnej Otwałki Dokszyckie.

## Historia
W dwudziestoleciu międzywojennym leżały w Polsce, w województwie wileńskim, w powiecie dziśnieńskim, do 11 kwietnia 1929 w gminie Dokszyce, następnie w gminie Hołubicze.
Według Powszechnego Spisu Ludności z 1921 roku zamieszkiwało tu 47 osób, wszystkie były wyznania prawosławnego i zadeklarowały białoruską przynależność narodową. Było tu 7 budynków mieszkalnych. W 1931 w 8 domu zamieszkiwało 47 osób.
Miejscowość podlegała pod Sąd Grodzki w Głębokiem i Okręgowy w Wilnie; właściwy urząd pocztowy mieścił się w Hołubiczach.